# Buton (Regierungsbezirk)

## Geographie
Der Regierungsbezirk belegt unter den 17 Verwaltungseinheiten der 2. Stufe (15 Kabupaten, 2 Kota) den 10. Platz mit einem Anteil von 4,62 Prozent an der Provinzfläche.

### Lage und Ausdehnung
Der Kabupaten Buton liegt im Südosten der Provinz Sulawesi Tenggara und auch im Südosten der Insel, die dem Bezirk den Namen gab. Im Norden grenzt er an den Bezirk Muna (westlicher gelegen) sowie an den Bezirk Buton Utara (östlicher gelegen). Außerdem hat Buton noch Grenzen mit dem Bezirk Buton Selatan im Süden. Im Westen (Buton Straße, indonesisch Selat Buton) und im Osten (Floresmeer, indonesisch Laut Flores) begrenzt das Meer den Bezirk. Zum Bezirk gehören 46 (n. a. A. 45) Inseln.

### Grenzpunkte
Der Regierungsbezirk Buton liegt südlich des Äquators und hat folgende äußere Grenzpunkte:
| Richtung | Kode            | Desa       | Kec.               | Koordinaten         |
| -------- | --------------- | ---------- | ------------------ | ------------------- |
| N        | 74.04.22.200800 | Tuangila   | Kapantori          | 05°04′97,24″ n. Br. |
| O        | 74.04.24.2008   | Mopaano    | Lasalimu Selatan00 | 123°13′28,24″ ö. L. |
| S        | 74.04.29.2001   | Wasuemba00 | Wabula             | 01°17′08,66″ n. Br. |
| W        | 74.04.22.2001   | Kamelanta  | Kapantori          | 122°40′47,70″ ö. L. |

## Verwaltungsgliederung
Der Bezirk Buton gliedert sich in 7 Distrikte (indonesisch Kecamatan) mit 95 Dörfern (indonesisch Desa), von denen 12 als Kelurahan städtisch geprägt sind. Sie gliedern sich weiterhin in 340 Dusun/Linkungan (Weiler) 79 Rukun Wargga (RW) und 503 Rukun Tetangga (RT).

Übersichtskarte der Grenzen der Kecamatan im Kabupaten

| Code 1)  | Kecamatan Distrikt | Ibukota Verwaltungssitz | Fläche (km²) | Einw. Zensus 2010 2) | Volkszählung 2020 3) | Volkszählung 2020 3) | Volkszählung 2020 3) | Anzahl der … |      |
| Code 1)  | Kecamatan Distrikt | Ibukota Verwaltungssitz | Fläche (km²) | Einw. Zensus 2010 2) | Einw. 3)             | 0Dichte 4)0          | Sex Ratio 5)         | Desa         | Kel. |
| -------- | ------------------ | ----------------------- | ------------ | -------------------- | -------------------- | -------------------- | -------------------- | ------------ | ---- |
| 74.04.11 | Pasarwajo          | Pasarwajo               | 300,97       | 37.067               | 44.725               | 148,6                | 101,28               | 13           | 9    |
| 74.04.22 | Kapontori          | Watumotobe              | 471,77       | 12.619               | 14.849               | 31,5                 | 100,55               | 15           | 2    |
| 74.04.23 | Lasalimu           | Kamaru                  | 319,65       | 10.290               | 12.395               | 38,8                 | 103,63               | 14           | 1    |
| 74.04.24 | Lasalimu Selatan00 | Ambuau Indah            | 147,01       | 12.815               | 15.204               | 103,4                | 105,74               | 16           | -0   |
| 74.04.27 | Siotapina          | Kumbewaha               | 248,81       | 12.167               | 15.624               | 62,8                 | 103,70               | 11           | -0   |
| 74.04.28 | Wolowa             | Wolowa                  | 94,55        | 4.946                | 6.188                | 65,4                 | 106,13               | 7            | -0   |
| 74.04.29 | Wabula             | Wabula                  | 65,27        | 4.989                | 6.222                | 95,3                 | 96,77                | 7            | -0   |
| 74.04    | Kab. Buton         | Kab. Buton              | 1648,04      | 94.893               | 115.207              | 69,9                 | 102,35               | 83           | 12   |

## Geschichte

### Verwaltungsgeschichte
Der 1959 gegründete Bezirk Buton gehörte neben Kolaka, Muna und Kendari (2004 umbenannt in Konawe) zu den Gründern der Provinz Sulawesi Tenggara (1964), die aus Teilen der Provinz Sulawesi hervorging.
Durch die Bildung neuer Kabupaten verringerte sich das Territorium und die Einwohnerzahl empfindlich, so durch die Bildung der Kabupaten Bombana und Wakatobi im Jahre 2003, bei der insgesamt elf Kecamatan abgegeben wurden. Über elf Jahre später, im Juli 2014, wurden zwei weitere Kabupaten gebildet:
- im Westen Buton Tengah mit 7 Kecamatan und 77 Dörfern[7]
- im Süden Buton Selatan mit 7 Kecamatan und 70 Dörfern[8]

Der erneut „geschrumpfte Mutterbezirk“ verlor hierbei 55 Prozent seiner Fläche (1.468,23 von 2.681,22 km²) und Bevölkerung (208.651 von 321.027 Einw. 2012).
Intern im Bezirk erhöhte sich die ursprüngliche Zahl der Kecamatan (11) durch Abspaltung. So entstanden zuletzt im Jahr 2004 die Kecamatan Siotapina (gebildet aus 7 Dörfern des Kec. Lasalimu Selatan) sowie Wabula und Wolowa, beide gebildet aus jeweils 4 Dörfern des Kecamatan Pasarwajo.

## Demographie
Der Kabupaten Buton belegt innerhalb der Provinz (15 Kabupaten, 2 Kota) Rang 11 (anteilig 4,38 %). Die Bevölkerungsdichte von 73,1 Einwohner pro km² (Rang 10) ist niedriger als der Provinzwert von 78,1 (Angaben von Ende 2024).

### Soziale Daten 2020

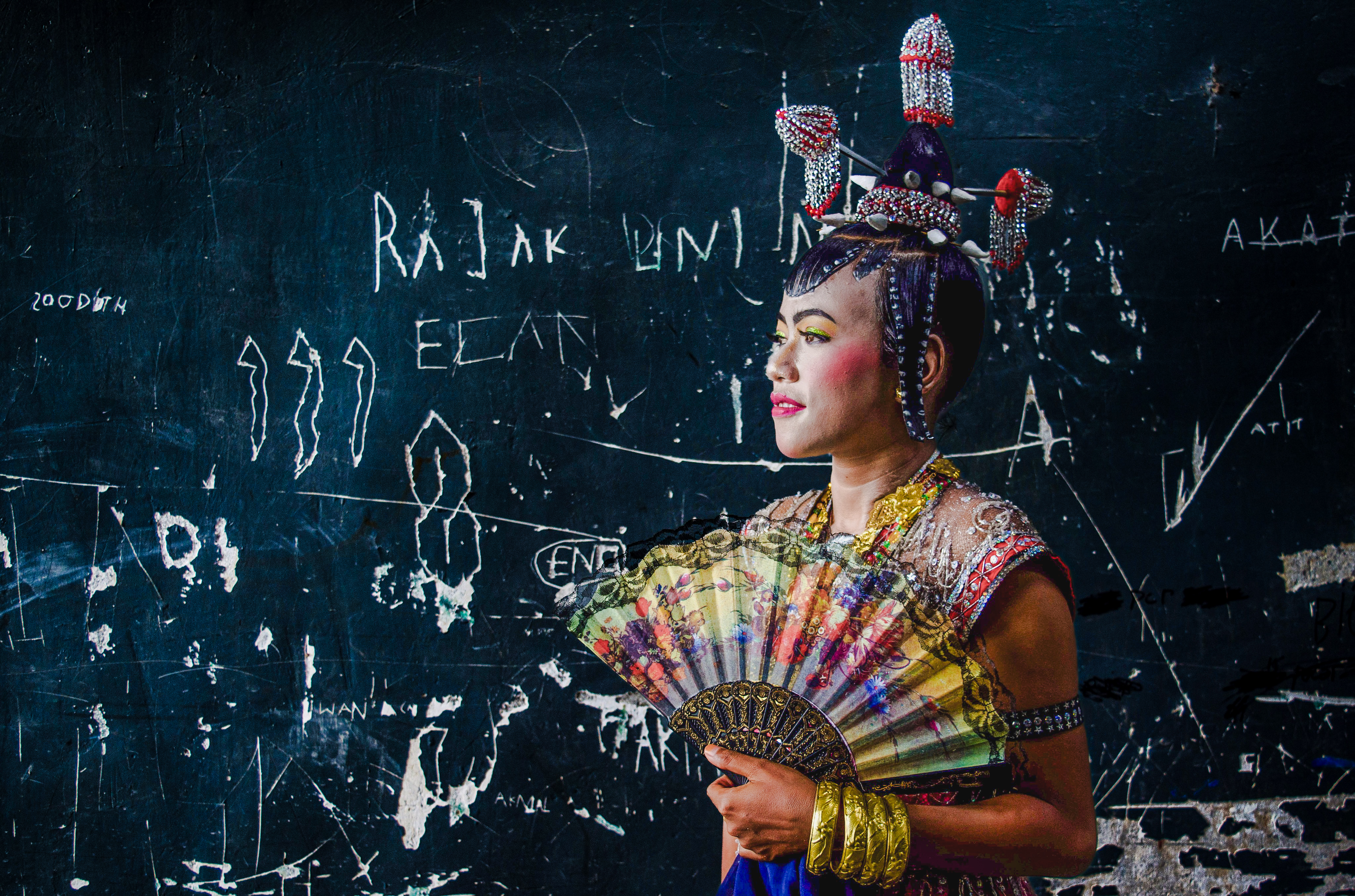
Frau in Lariangi-Tänzerkleidung, eines traditionellen Tanzes im Sultanat Buton

| Merkmal                                                             | Kab. Buton | 0Prov. Sulawesi Tenggara0 |
| ------------------------------------------------------------------- | ---------- | ------------------------- |
| Bevölkerung unterhalb der Armutsgrenze (Tsd.)00                     | 13,680     | 301,820                   |
| Anteil der „armen Bevölkerung“ (indonesisch Penduduk miskin) (%)000 | 13,210     | 11,00                     |
| Arbeitslosenrate (%)                                                | 4,780      | 4,500                     |
| Lebenserwartung bei der Geburt (Jahre)                              | 68,250     | 71,220                    |
| HDI-Index                                                           | 65,980     | 71,450                    |
| Analphabetenrate (in %, 15+ J.)                                     | 7,920      | 5,000                     |
| Anteil der Altersgruppen                                            | 0Real0     | 0Prozentual0              |
| Kinder (<15 J.)                                                     | 36.0480    | 31,290                    |
| arbeitsfähige Bevölkerung (15–64 J.)                                | 73.3810    | 63,690                    |
| Rentner und Pensionäre (>65 J.)                                     | 5.7780     | 5,020                     |

### Religion und Bevölkerungsverteilung
Von der Bevölkerung am Jahresende 2024 waren 52,93 (32,82) % ledig; 41,89 (59,79) % verheiratet; 0,91 (1,29) % geschieden und 4,27(6,10) % verwitwet. Die kursiven Zahlen in Klammern geben den Anteil der über 15-jährigen an (36.526, das entspricht 29,93 % der Bevölkerung). 6.856 Personen waren 65 Jahre und älter, das sind 5,62 Prozent des Bezirks.
| Religion       | 2020     | 2020     | 2020    | 2024 Anteil |
| Religion       | Anzahl   | Anteil % | Gebäude | 2024 Anteil |
| -------------- | -------- | -------- | ------- | ----------- |
| Muslime        | 117.0130 | 98,310   | 137 9)  | 98,45       |
| Christen insg. | 399 10)  | 0,340    | 60      | 0,31        |
| Davon:         |          |          |         |             |
| Protestanten   | 2860     | ~ 720    | 20      | 0,18        |
| Katholiken     | 1130     | ~ 280    | 40      | 0,13        |
|                |          |          |         |             |
| Hindus         | 1.5560   | 1,310    | 70      | 1,24        |

| Jahr | Gesamt- Bevölkerung | Männer  | %     | Frauen  | %     | Sex Ratio 5) |
| 1971 | 300.434             |         |       |         |       |              |
| 1980 | 317.124             |         |       |         |       |              |
| 1985 | 349.531             |         |       |         |       |              |
| 1990 | 394.484             | 190.505 | 48,29 | 203.979 | 51,71 | 93,39        |
| 1995 | 424.771             | 197.064 | 46,39 | 227.707 | 53,61 | 86,54        |
| 2000 | 240.958             | 118.894 | 49,34 | 122.064 | 50,6  | 97,40        |
| 2005 | 266.401             | 131.416 | 49,33 | 34.985  | 50,67 | 97,36        |
| 2010 | 94.893              | 47.274  | 49,82 | 47.619  | 50,18 | 99,28        |
| 2016 | 114.253             | 58.302  | 51,03 | 55.951  | 48,97 | 104,20       |
| 2017 | 115.876             | 58.940  | 50,86 | 56.936  | 49,14 | 103,52       |
| 2018 | 118.013             | 60.027  | 50,86 | 57.986  | 49,14 | 103,52       |
| 2019 | 118.621             | 60.138  | 50,70 | 58.483  | 49,30 | 102,83       |
| 2020 | 119.185             | 60.348  | 50,63 | 58.837  | 49,37 | 102,57       |
| 2021 | 119.427             | 60.334  | 50,52 | 59.093  | 49,48 | 102,10       |
| 2022 | 119.896             | 60.241  | 50,24 | 59.655  | 49,76 | 100,98       |
| 2023 | 120.873             | 60.547  | 50,09 | 60.326  | 49,91 | 100,37       |
| 2024 | 122.024             | 60.874  | 49,89 | 61.150  | 50,11 | 99,55        |

Obige Tabelle gibt die durch die Zivilstandsbüros (Disdukcapil, indonesisch Dinas Kependudukan dan Pencatatan Sipil) veröffentlichten Fortschreibungsergebnisse zum Jahresende für die letzten neun Jahre wieder. Zu Vergleichszwecken wurden am Tabellenanfang Angaben aus Volkszählungen und interzensalen Bevölkerungsübersichten (SUPAS) mit aufgeführt.

### Aktuelle Daten der Bevölkerungsfortschreibung
Nachfolgende Tabelle gibt den Einwohnerstand nach Geschlecht zur Volkszählung 2020, Ende 2022 sowie zum Jahresende 2024 wieder. Letzterer resultiert aus den Ergebnissen der Fortschreibung durch die örtlichen Zivilstandsbüros (Disdukcapil, indonesisch Dinas Kependudukan dan Pencatatan Sipil). Der aktuelle Einwohnerstand kann jederzeit in einer interaktiven Karte abgerufen werden.

| Kecamatan          | Zensus 2020 | Zensus 2020 | Zensus 2020 | Ende 2022 | Ende 2024 | Ende 2024 | Ende 2024 | Fläche km² | Bevöl kerungs dichte | Sex Ratio 5) |
| Kecamatan          | Insg.       | männl.      | weibl.      | Ende 2022 | Insg.     | männl.    | weibl.    | Fläche km² | Bevöl kerungs dichte | Sex Ratio 5) |
| ------------------ | ----------- | ----------- | ----------- | --------- | --------- | --------- | --------- | ---------- | -------------------- | ------------ |
| Pasarwajo          | 44.725      | 22.505      | 22.220      | 46.107    | 46.485    | 23.054    | 23.431    | 330,39     | 140,70               | 98,39        |
| Kapontori          | 14.849      | 7.445       | 7.404       | 15.325    | 15.485    | 7.640     | 7.845     | 469,08     | 33,01                | 97,39        |
| Lasalimu           | 12.395      | 6.308       | 6.087       | 12.850    | 13.363    | 6.721     | 6.642     | 315,69     | 42,33                | 101,19       |
| Lasalimu Selatan00 | 15.204      | 7.814       | 7.390       | 15.716    | 16.077    | 8.119     | 7.958     | 147,18     | 109,23               | 102,02       |
| Siotapina          | 15.624      | 7.954       | 7.670       | 16.399    | 16.900    | 8.470     | 8.430     | 249,01     | 67,87                | 100,47       |
| Wolowa             | 6.188       | 3.186       | 3.002       | 6.462     | 6.923     | 3.504     | 3.419     | 94,63      | 73,16                | 102,49       |
| Wabula             | 6.222       | 3.060       | 3.162       | 6.494     | 6.791     | 3.366     | 3.425     | 63,53      | 106,89               | 98,28        |
| Kab. Buton         | 115.207     | 58.272      | 56.935      | 119.353   | 122.024   | 60.874    | 61.150    | 1.669,52   | 73,09                | 99,55        |

## Kelurahan
Die nachfolgende Liste gibt den Einwohnerstand zum Jahresende 2024 (indonesisch Semester II Tahun 2024) aller 12 Kelurahan wieder. Zu Vergleichszwecken wurden die Einwohnerdaten der Volkszählung 2020 (indonesisch Sensus Penduduk) integriert, die in den E-Books "Kecamatan ... Dalam Angka 2021" der 3 Kecamatan dokumentiert sind.
Neben der Fläche und den Einwohnerzahlen sind auch deren Zugehörigkeiten zu den Kecamatan aufgeführt, ebenso die errechneten Ergebnisse der Bevölkerungsdichte (in Einw. je km²) sowie das Geschlechterverhältnis (Sex Ratio). Als erste Spalte ist der Strukturcode des indonesischen Innenministeriums (PUM-Kode) angegeben. Er gibt gleichfalls Aufschluss über die Zugehörigkeit der Dörfer zu den übergeordneten Verwaltungsebenen: Die ersten drei Zahlenpärchen werden durch Punkte getrennt und geben die Provinz, den Regierungsbezirk (Kabupaten) und den Distrikt (Kecamatan) an. Als letztes folgt nach einem weiteren Trennungspunkt der vierstellige „Dorfcode“ – wobei (städtisch geprägte) Kelurahan immer mit der Ziffer 1 und hingegen „normale“ (ländliche) Desa mit einer 2 beginnen. Die Statistikseiten von BPS (Badan Pusat Statistik) verwenden eine andere Nomenklatur, auf die hier aber nicht näher eingegangen werden soll, da sie nur bei den Volkszählungen Anwendung fand bzw. findet.
Alle Daten basieren auf der Fortschreibung durch die örtlichen Zivilregistrierungsbüros (Disdukcapil).

| Gebietscode   | Kecamatan | Kelurahan       | SP 2020 | Einwohner 2. Semester 2024 | Einwohner 2. Semester 2024 | Einwohner 2. Semester 2024 | Fläche km² | ermittelte Werte 2024 | ermittelte Werte 2024 |
| Gebietscode   | Kecamatan | Kelurahan       | SP 2020 | Gesamt                     | Männer                     | Frauen                     | Fläche km² | Dichte                | Sex Ratio             |
| ------------- | --------- | --------------- | ------- | -------------------------- | -------------------------- | -------------------------- | ---------- | --------------------- | --------------------- |
| 74.04.22.1005 | Kapontori | Watumotobe      | 1.251   | 1.180                      | 570                        | 610                        | 67,44      | 17,50                 | 93,44                 |
| 74.04.22.1006 | Kapontori | Wakangka        | 1.248   | 1.285                      | 640                        | 645                        | 47,39      | 27,12                 | 99,22                 |
| 74.04.23.1005 | Lasalimu  | Kamaru          | 1.506   | 1.488                      | 747                        | 741                        | 18,77      | 79,26                 | 100,81                |
| 74.04.11.1005 | Pasarwajo | Wakoko          | 2.949   | 2.863                      | 1.427                      | 1.436                      | 31,34      | 91,34                 | 99,37                 |
| 74.04.11.1006 | Pasarwajo | Wasaga          | 1.562   | 1.555                      | 763                        | 792                        | 29,16      | 53,33                 | 96,34                 |
| 74.04.11.1020 | Pasarwajo | Holimombo       | 1.480   | 1.242                      | 635                        | 607                        | 3,56       | 349,00                | 104,61                |
| 74.04.11.1021 | Pasarwajo | Kombeli         | 3.798   | 4.082                      | 2.003                      | 2.079                      | 34,27      | 119,12                | 96,34                 |
| 74.04.11.1022 | Pasarwajo | Takimpo         | 2.112   | 2.302                      | 1.188                      | 1.114                      | 6,38       | 360,95                | 106,64                |
| 74.04.11.1023 | Pasarwajo | Awainulu        | 1.717   | 1.450                      | 702                        | 748                        | 4,93       | 294,11                | 93,85                 |
| 74.04.11.1026 | Pasarwajo | Kambulabulana00 | 2.362   | 2.420                      | 1.161                      | 1.259                      | 2,76       | 878,12                | 92,22                 |
| 74.04.11.1027 | Pasarwajo | Pasarwajo       | 4.066   | 4.092                      | 2.035                      | 2.057                      | 10,47      | 390,75                | 98,93                 |
| 74.04.11.1028 | Pasarwajo | Saragi          | 2.488   | 2.633                      | 1.309                      | 1.324                      | 1,54       | 1.708,30              | 98,87                 |

Im Vergleich zu 2020 konnte die Hälfte aller Kelurahan ihre Einwohnerzahl erhöhen, bei 3 Kelurahan besteht ein Männerüberschuss.
- E-Books auf der Statistikseite des Bezirks (BPS - Badan Pusat Statistik Kabupaten Buton) (indonesisch/englisch)
- Verwaltungskarte des Bezirks im Maßstab 1:128.000 (indonesisch)
- Satu Peta Data KPU – Daten zur Wahl 2024 (mit anklickbarer Karte) (indones.)
- Website mit (anklickbarer) Untergliederung (bis zu den Desa, mit Gebietscode des Innenministeriums) des Kabupaten (indones.)